# Georges Piroué
 (septembre 2024).
Si vous disposez d'ouvrages ou d'articles de référence ou si vous connaissez des sites web de qualité traitant du thème abordé ici, merci de compléter l'article en donnant les références utiles à sa vérifiabilité et en les liant à la section « Notes et références ».
Georges Piroué, né le 5 août 1920 à La Chaux-de-Fonds et mort le 7 janvier 2005 à Saumur, est un écrivain suisse.

## Biographie
Après des études de lettres et un doctorat à l’Université de Neuchâtel, Georges Piroué part pour Paris guidé de loin par Henri Guillemin.
Il publie deux recueils de poèmes Nature sans rivage (1951) et Chansons à dire (1953), puis il s’oriente vers la nouvelle. 

Il devient conseiller littéraire et met sur pied un département de traduction des auteurs d’Italie du Sud et de la Sicile aux éditions Denoël, qui publiera presque tous ses textes de 1960 à 1985.
Avant sa mort en 2005, il a vécu à Dampierre-sur-Loire près de Saumur.

## Prix
- Prix Veillon 1966.